# Agrotis fucosa
Agrotis fucosa är en fjärilsart som beskrevs av Butler 1881. Agrotis fucosa ingår i släktet Agrotis och familjen nattflyn. Inga underarter finns listade i Catalogue of Life.